# Piotr Kochanowski

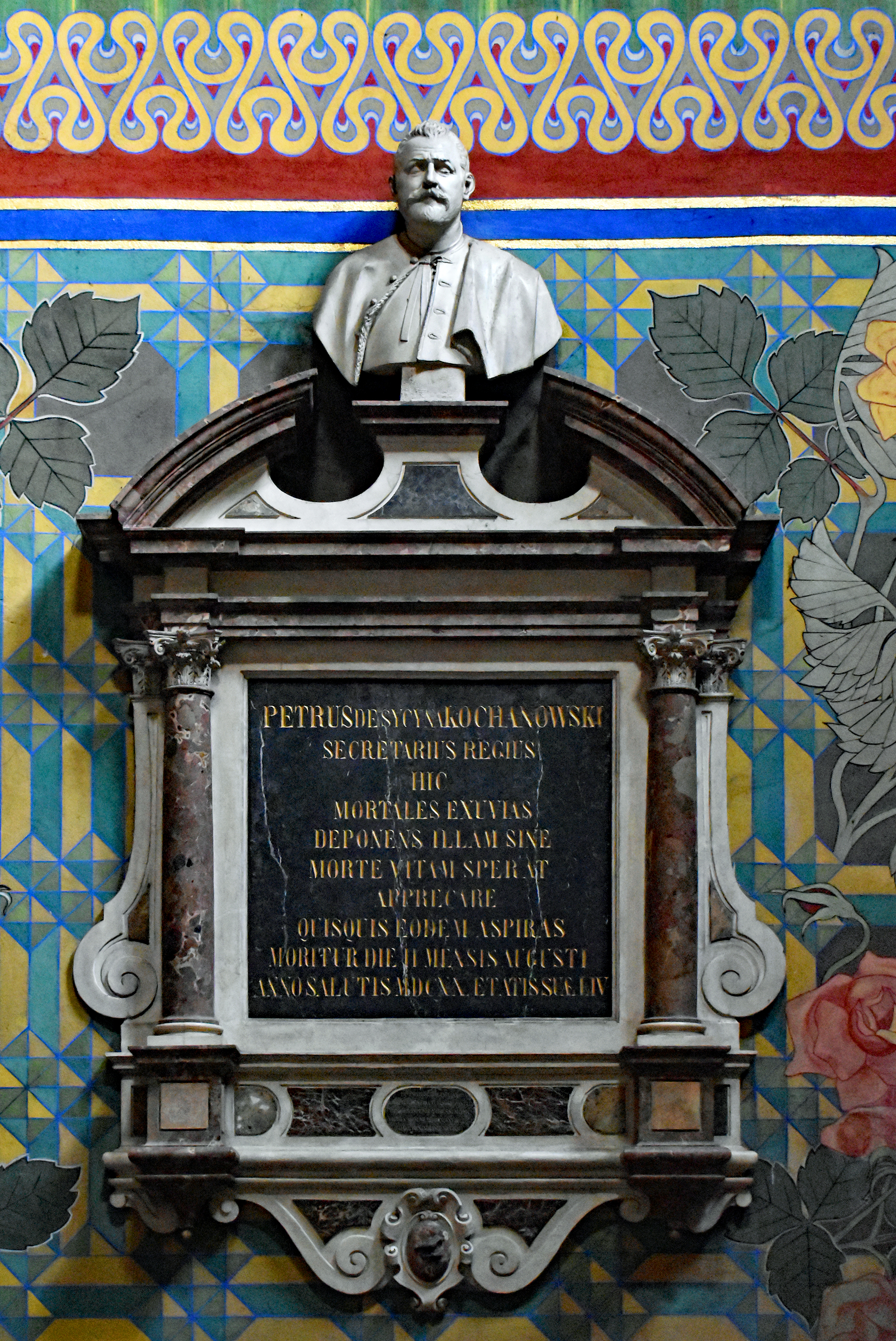
Epitaph in der Krakauer Franziskanerbasilika

Piotr Kochanowski (* 1566 in Sycyna Północna, Polen-Litauen; † 1620 in Krakau, ebenda) war ein polnischer Schriftsteller und Übersetzer des Frühbarocks sowie Malteser und Politiker. Kochanowski war adliger Abstammung. Seine Familie gehörte der Wappengemeinschaft Korwin an.

## Leben
Kochanowski stammte aus einer Adelsfamilie aus dem Grenzgebiet zwischen Masowien und Kleinpolen. Sein Vater Mikołaj Kochanowski und sein Onkel Jan Kochanowski waren ebenfalls Schriftsteller. Sein Cousin war der Kastellan von Małogoszcz Jerzy Kochanowski. Sein Sohn Samuel war Maler und Künstler. Ab 1583 studierte er zusammen mit seinen Brüdern an der Albertus-Universität Königsberg. 1588 setzte er seine Studien in Padua und ab 1595 in Neapel fort. 1599 war er im Gefolge von Jan Tęczyński wieder mit Padua. 1600 kehrte er nach Polen-Litauen zurück, wo er 1602 königlicher Sekretär von Sigismund III. Wasa wurde. 1610 erwarb er von Jan Firlej Güter bei Krakau. 1610–1611 weilte er wieder in Italien, um sich 1611 endgültig in Krakau niederzulassen. 1613 war er zur Kur in Italien. Ab 1616 widmete er sich nur noch seiner schriftstellerischen Tätigkeit. Nach seinem Tod wurde er in der Krakauer Franziskanerbasilika beigesetzt. Kochanowski übersetzte die Epen Das befreite Jerusalem und Der rasende Roland. Kochanowski gilt als einer der bedeutendsten polnischen Poeten des Übergangs der Spätrenaissance zum Frühbarock.